# Dan ručnika
Dan ručnika slave obožavatelji Douglasa Adamsa svake godine 25. svibnja izražavajući tako počast autoru kultnog znanstvenofantastičnog romana Vodič kroz Galaksiju za autostopere. Na taj dan obožavatelji nose sa sobom ručnik radi demonstracije svoga priznanja knjigama i autoru kao što je to prikazano u Adamsovu Vodiču za autostopere kroz galaktiku. Dan ručnika je prvi put održan 2001. godine, dva tjedna poslije Adamsove smrti 11. svibnja 2001.

## Porijeklo
Izvorni citat koji objašnjava važnost ručnika može se pronaći u trećem poglavlju Adamsova djela Vodič kroz Galaksiju za autostopere.
Ručnik, pisalo je, najmasovnija je korisna stvar koju neki međuzvjezdani autostoper može imati. Dijelom ima veliku praktičnu vrijednost. Možeš se omotati njime radi topline dok odskakuješ po hladnim mjesecima Jaglana Bete; možeš leći na nj na blistavim mramornopješčanima plažama Santraginusa V, udišući omamljujuće morske pare; može spavati ispod njega pod zvjezdama koje tako crveno sjaje na pustinjskom svijetu Kakrafoona; rabiti ga za veslanje splavkom niz sporu i tešku rijeku Moth; namočiti ga za uporabu u borbi prsa o prsa; omotati njime svoju glavu radi odbijanja štetnih plinova ili izbjegavanja pogleda Proždrljive Kukcobrbljajuće Zvijeri Traalske (tako nedokučivo glupave životinje koja pretpostavlja da ako je ne možeš vidjeti, onda ona ne može vidjeti ni tebe); možeš mahati ručnikom u hitnim slučajevima radi poziva u pomoć i dakako osušiti se njime ako se još uvijek doima dovoljno čistim.

No važnije je od toga da ručnik ima neizmjernu psihološku vrijednost. Iz nekog razloga ako lutalac (lutalac: nestoperski izletnik) otkrije da neki autostoper nosi sa sobom ručnik, automatski će pretpostaviti da također posjeduje četkicu za zube, flanel za lice, sapun, kutiju keksa, plosku, kompas, kartu, klupko konopa, sprej protiv komaraca, opremu za vlažne uvjete, svemirsko odijelo, itd. itd. Štoviše, lutalac će tada rado posuditi autostoperu bilo koju od ovih stvari ili desetak drugih predmeta koje je autostoper možda slučajno "izgubio". Ono što će lutalac pomisliti jest da svatko tko može stopiranjem proći galaktiku uzduž i poprijeko, ispresijecati je, zaći u njezine zabiti, boriti se protiv očajnih mogućnosti, naposljetku je pobijediti i još uvijek znati gdje mu se nalazi ručnik, svakako čovjek na kojeg se može računati.

Stoga je jedna fraza ušla u autostoperski sleng kao u "Hej, sasaš li onog hupavog Forda Prefecta? Frod je to koji zna gdje mu je ručnik." (sasati: znati, poznavati, sresti, seksati se s kim; hupav: zaista blizak dečko; frod: zaista zadivljujuće blizak dečko.)
—Douglas Adams, Vodič za autostopere kroz galaktiku
Naglasak na ručnike je referencija na "Vodič za autostopere kroz Europu" Kena Walsha koji je inspirirao Adamsov fikcijski vodič, a također ističe važnost ručnika.
Izvorni članak koji je pokrenuo Dan ručnika postavljen je na "Binary Freedom", kratkoživući forum otvorenog koda.
Ili u prijevodu:
Chris Campbell i njegovi prijatelji registrirali su mrežno mjesto towelday.org radi promicanja ovog praznika podsjećajući ljude da ponesu svoje ručnike. Dan ručnika postigao je trenutan uspjeh među obožavateljima i mnogi su ljudi slali slike na kojima su prikazani sa svojim ručnicima.

## Priznanje
Nekoliko novinskih izvora diljem svijeta spomenulo je Dan ručnika, a među njima novine Aftenposten i televizijski novinski show NRK Nyheter, i National Public Radio iz Los Angelesa.
U svibnju 2010. online peticija pokrenuta je s namjerom da Google obilježi Dan ručnika ili Googleovim doodleom ili prikazivanjem rezultata pretrage na vogonskom jeziku tijekom dana.

### 2010.
U Kanadi je Volt, francusko-engleski televizijski show, izveo komad u kojem je Dan ručnika bio objašnjen i obilježen.
U Ekvadoru je Gradski radio, BBC-jeva pridružena radiopostaja, intervjuirala jednog od organizatora Dana ručnika u Torontu radi upoznavanja svojih slušatelja o Danu ručnika. Intervju je bio na španjolskom i engleskom.

### 2011.
U Ujedinjenoj Kraljevini radiopostaja "Planet Rock" emitirala je "Alternativnu misao dana" (eng. "Alternative Thought Of The Day") u kojoj je David Haddock govorio o Danu ručnika, a Siren FM emitirao je "Dean Wilkinson & the Importance of International Towel Day" (hrv. "Dean Wilknson & važnost Međunarodnog dana ručnika").

### 2012.
U siječnju 2012. godine The Huffington Post uvrstio je Dan ručnika na popis kao jednu od deset kultnih književnih tradicija.

## Više informacija
- blagdani i spomendani 25. svibnja

## Vanjske poveznice
- Dan ručnika - proslava života i djela Douglasa Adamsa
- Službena stranica Dana ručnika na h2g2
- Obožavateljski prijedlog ideje da Dan ručnika postane godišnja proslava na h2g2
- Television Skit for Towel Day (francuski/engleski)
- intervju na Gradskom radiju Ekvadoru za Dan ručnika 2010. (španjolski/engleski)[neaktivna poveznica]